# Níveis de fala coreanos
Existem sete paradigmas verbais de inflexão ou níveis de fala em coreano e cada nível tem seu próprio conjunto único de terminações verbais que são usadas para indicar o nível de formalidade de uma situação. Ao contrário dos honoríficos coreanos - que são usados para mostrar respeito por alguém mencionado em uma frase - os níveis de fala são usados para mostrar respeito ao público do locutor ou escritor, ou refletem a formalidade ou informalidade da situação. Eles representam um sistema de honoríficos no uso linguístico do termo como um sistema gramatical, distinto dos títulos honoríficos.
Os nomes dos sete níveis são derivados da forma não honorífica do modo imperativo do verbo  hada  (하다; "fazer") em cada nível, mais o sufixo  che  (체), que significa "estilo". Cada nível de fala coreano pode ser combinado com substantivos honoríficos ou não honoríficos e formas verbais. Juntos, existem 14 combinações.
Hoje em dia, alguns desses níveis de fala estão desaparecendo do uso na vida cotidiana. Hasoseoche, que é usado apenas em filmes ou dramas ambientados em eras mais antigas, quase não é usado pelos coreanos modernos, e hageche existe quase apenas em romances.

## Níveis mais altos

### Hasoseo-che
| Nome        | 하소서체)  |
| Formalidade | muito alta |
| Polidez     | alta       |
| Situação    | arcaica    |
| ----------- | ---------- |

Muito formalmente polido
 Tradicionalmente usado ao se dirigir a um rei, rainha ou oficial alta; agora usado apenas em dramas históricos e textos religiosos, como a Bíblia, o Alcorão, as escrituras budistas, etc. 

Quando o infixo  op  /  saop ,  jaop  (옵; após uma vogal / 사옵, 자옵; após uma consoante) ou  sap  /  jap  (삽 / 잡) ou  sao  /  jao  (사오 / 자오) é inserido, o nível de Polidez também se torna muito alto.  hanaida  ( 하나이다 | 하나이다) torna-se  haomnaida  ( 하옵나이다 | 하옵나이다; non-Honorífico Presente declarativo muito formalmente muito educado),  hasinaida  (  하시나 이다 | 하시나 이다) torna-se  hasiomnaida  ( 하시 옵 나이다 | 하시 옵 나이다; Honorífico Presente declarativo muito formalmente muito educado). A forma imperativa  hasoseo  ( 하소서 | 하소서) também se torna  haopsoseo  ( 하옵소서 | 하옵소서; imperativo não honorífico muito formalmente muito educado) e  hasiopsoseo  ( 하 시옵소서 | 하 시옵소서; Imperativo honorífico muito formalmente muito educado).
| Presente  | Honorífico Presente | 1ª pessoa | 2ª pessoa                     |
| --------- | ------------------- | --------- | ----------------------------- |
| 하나이다) | 하시나이다)         | jeo (저)  | um título. Ex.: imgeum (임금) |

### Hasipsio-che
| Nome        | 하십시오체) |
| Formalidade | alta        |
| Polidez     | alta        |
| Situação    | comum       |
| ----------- | ----------- |

Formalmente polido
 Este estilo de conversação é geralmente chamado de "formal" ou "educado formal". Outro nome para isso é  hapsyo-che  ou 합쇼체 Este é um estilo comum de falar. Uma conversa com um estranho geralmente começa neste estilo e gradualmente desaparece em um  haeyo-che  cada vez mais frequente. É usado
- entre estranhos no início de uma conversa
- entre colegas em ambientes mais formais
- por locutores de TV
- para clientes
- em certas expressões fixas como 만나서 반갑 습니다  mannaseo bangapseumnida  "Prazer em conhecê-lo"

| Presente | Honorífico Presente | 1ª pessoa | 2ª pessoa                             |
| -------- | ------------------- | --------- | ------------------------------------- |
| 합니다)  | 하십니다)           | jeo (저)  | um título. Ex.: seonsaengnim (선생님) |

## Níveis médios
Os níveis intermediários são usados quando há algum conflito ou incerteza sobre o status social de um ou ambos os participantes em uma conversa. O  hage-che  e  hao-che  estão sendo substituídos ou se fundindo com  haeyo-che .

### Haeyo-che
| Nome        | 해요체) |
| Formalidade | baixa   |
| Polidez     | alta    |
| Situação    | comum   |
| ----------- | ------- |

Casualmente polido
 Esse estilo de discurso é chamado de estilo "educado" em português. Como o 해체  Hae-che , ele não exibe inflexão para a maioria das formas esperadas. Ao contrário de outros estilos de fala, as conjugações básicas para as formas declarativa, interrogativa e imperativa são idênticas, dependendo da entonação e do contexto ou de outros sufixos adicionais. A maioria dos livros de frases coreanos para estrangeiros segue este estilo de fala devido à sua simplicidade e polidez adequada. Os pronomes da segunda pessoa geralmente são omitidos nos estilos de fala educada. É usado:
- Em livros de frases coreanos para estrangeiros.
- Entre estranhos, especialmente os mais velhos ou de mesma idade.
- Entre colegas
- Por falantes mais jovens como uma alternativa menos antiquada ao  hao-che .
- Por homens e mulheres em Seul como uma alternativa menos formal ao  hasipsio-che .

| Presente | Honorífico Presente                         | 1ª pessoa | 2ª pessoa |
| -------- | ------------------------------------------- | --------- | --------- |
| 해요]])  | 하세요]) (common), hasyeoyo (하셔요) (rare) | jeo (저)  |           |

### Hao-che
| Nome        | 하오체) |
| Formalidade | alta    |
| Polidez     | neutra  |
| Situação    | incomum |
| ----------- | ------- |

Formalmente nem polido nem não polido

Esse estilo de conversação é chamado de estilo "semiformal", "intermediário", "lateral formal" ou "autoritário" em português. Em Seul, a desinência 쇼  -syo  é frequentemente pronunciada como 수  su . É semelhante ao 하십시오 체  Hasipsio-che , mas não se baixa para mostrar humildade. Basicamente, implica "Meu status é tão alto quanto você, então não serei humilde, mas ainda respeito seu status e não quero que você se sinta ofendido", portanto, deve ser educado, mas nunca disposto a ser humilde cabeça para agradar o ouvinte. (por exemplo, nos tempos medievais, se dois reis de países diferentes tivessem uma reunião, ambos usariam esse estilo de discurso. Um rei pode usar esse estilo de discurso para seus cortesãos para mostrar um nível mínimo de cortesia, e os cortesãos pensarão que o rei está usando uma linguagem refinada.) Era originalmente um estilo poético refinado que as pessoas recorriam em situações sociais ambíguas, mas, devido ao seu uso excessivo por figuras de autoridade durante o período da ditadura da Coreia, tornou-se associado ao poder e à burocracia e ganhou uma conotação negativa. Consequentemente, a geração de coreanos que atingiu a maioridade após a democratização evitou claramente usá-lo. É usado:
- Ocasionalmente, entre a geração mais velha, por funcionários públicos, policiais, gerência média, pessoas de meia-idade e outras pessoas de nível social intermediário que têm autoridade temporária sobre o que normalmente seriam considerados seus superiores
- Em dramas históricos, onde dá ao diálogo um tom mais antiquado.
- Na forma falada de certos dialetos, como o dialeto de Hamgyŏng.

| Presente | Honorífico Presente             | 1ª pessoa | 2ª pessoa      |
| -------- | ------------------------------- | --------- | -------------- |
| 하오]])  | 하쇼]]), hasio (하시오\|하시오) | na (나)   | dangsin (당신) |

### Hage-che
| Nome        | 하게체)         |
| Formalidade | neutra          |
| Polidez     | neutra          |
| Situação    | geração + velha |
| ----------- | --------------- |

Nem formal nem casual, nem educado nem indelicado 
 Este estilo de conversação é chamado de "familiar". É intermediário em Polidez entre  haeyo-che  e  hae-che . Não é usado para se dirigir a crianças e nunca é usado para se dirigir a parentes de sangue. É usado apenas:
- Por algumas pessoas mais velhas, quando se dirigem aos mais jovens ou especialmente aos parentes por afinidade de uma maneira amigável.
- Entre amigos adultos do sexo masculino, ocasionalmente.
- Em romances

| Presente | Honorífico Presente | 1ª pessoa | 2ª pessoa   |
| -------- | ------------------- | --------- | ----------- |
| 하네)    | 하시네)             | na (나)   | jane (자네) |

## Níveis mais baixos
Os estilos  hae-che  e  haera-che  são frequentemente misturados na mesma conversa, tanto que pode ser difícil dizer quais terminações verbais pertencem a qual estilo.
Finais que podem ser usados em qualquer estilo são:
- Pergunta: -니?/-냐?/-느냐?
- Proposição: - 자. (isso é aproximadamente equivalente a "vamos" em português)
- Declaração casual: - 지. (isso é aproximadamente equivalente a "eu suponho")
- Pergunta casual: - 지?. (isso é aproximadamente equivalente a "Eu me pergunto se" em português)
- Exclamação: - 구나! - 다!

### Haera-che
| Nome        | 해라체) |
| Formalidade | alta    |
| Polidez     | baixa   |
| Situação    | comum   |
| ----------- | ------- |

Formalmente não polido

Este estilo de conversação é geralmente chamado de estilo "simples". Ao escrever e citar, o estilo simples equivale à terceira pessoa. Qualquer outro estilo escrito pareceria um relato em primeira pessoa (ou seja, qualquer outra coisa pareceria contada na própria voz do personagem principal). É usado:
- Para amigos próximos ou parentes da mesma idade, e de adultos para crianças.
- Na escrita impessoal (livros, jornais e revistas) e citações indiretas ("Ela disse que ...").
- Nos livros de gramática, para dar exemplos.
- Em algumas exclamações.

| Presente | Honorífico Presente | 1ª pessoa | 2ª pessoa |
| -------- | ------------------- | --------- | --------- |
| 한다)    | 하신다)             | na (나)   | neo (너)  |

### Hae-che
| Nome        | 해체) |
| Formalidade | baixa |
| Polidez     | baixa |
| Situação    | comum |
| ----------- | ----- |

Casualmente não polido

Esse estilo de conversação é chamado de "íntimo" em português. Como o 해요체  Haeyo-che , ele não exibe inflexão para a maioria das formas esperadas. As conjugações básicas para as formas declarativa, interrogativa e imperativasão idênticas, dependendo da entonação e do contexto ou de outros sufixos adicionais. É usado
- Entre amigos próximos e parentes.
- Ao falar com crianças.

| Não-Honorífico Presente                          | Honorífico Presente | 1ª pessoa | 2ª pessoa |
| ------------------------------------------------ | ------------------- | --------- | --------- |
| 해]]) (na fala), hayeo (하여\|하여) (na escrita) | 하셔]])             | na (나)   | neo (너)  |